# Малояз (Салаватський район)
Малоя́з (рос. Малояз, башк. Малаяҙ) — село, центр Салаватського району Башкортостану, Росія. Адміністративний центр Салаватської сільської ради.
Населення — 4914 осіб (2010; 4764 в 2002).
Національний склад:
- башкири — 60 %

У селі діє музей Салавата Юлаєва

## Уродженці
Накі Ісанбет (1899 — 1992) — татарський письменник, поет, драматург, прозаїк, вчений-фольклорист і філолог, укладач татарських словників.